# Cape May (città)

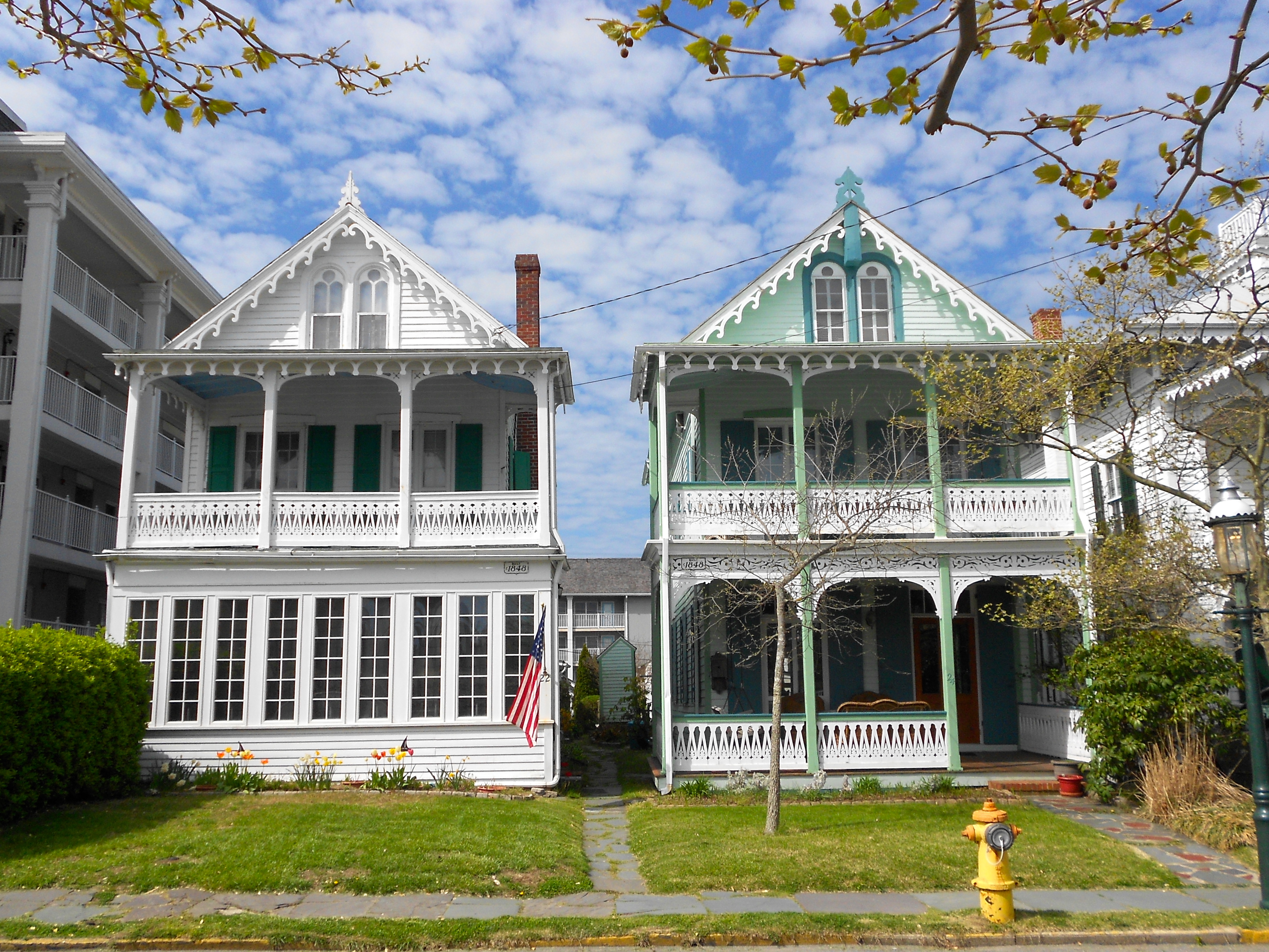
Cape May: edifici in stile vittoriano nel Cape May Historic District

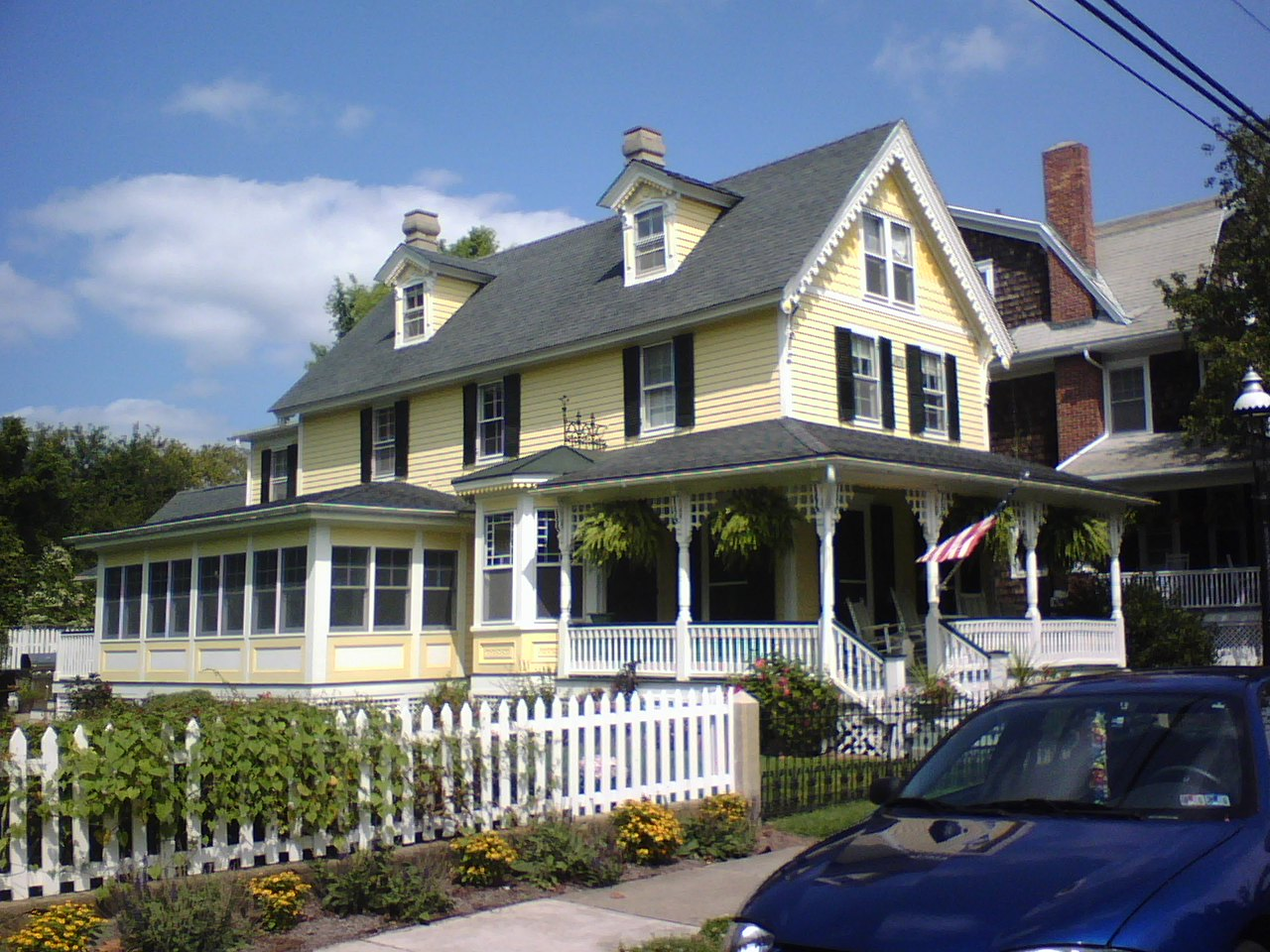
Cape May: altro edificio in stile vittoriano nel Cape May Historic District

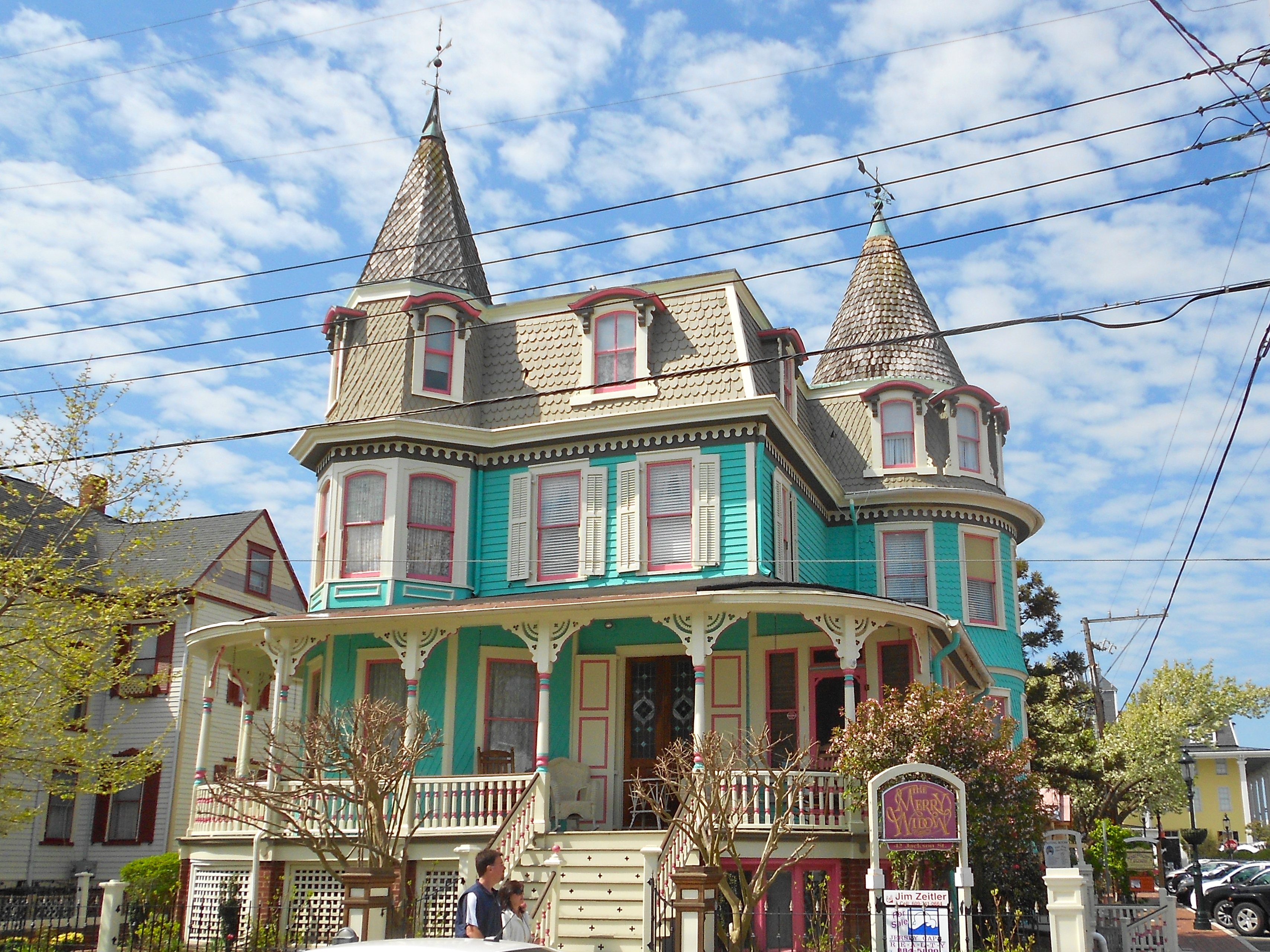
Cape May: altro edificio in stile vittoriano nel Cape May Historic District

Cape May City o più semplicemente Cape May (ufficialmente: City of Cape May) è una città e località balneare della costa meridionale del New Jersey (Stati Uniti d'America), facente parte della contea omonima e situata nell'omonima penisola (da cui prende il nome), dove si affaccia sulla baia del Delaware (Delaware Bay, Oceano Atlantico). Si tratta del centro abitato più meridionale del New Jersey, nonché di una delle più antiche stazioni balneari della costa atlantica degli Stati Uniti; conta una popolazione di circa 3 500 abitanti.
Come stazione balneare, ha rappresentato una meta prediletta dall'alta società di New York e di Filadelfia ed è stata frequentata anche da molti presidenti, quali James Buchanan, Ulysses S. Grant, Benjamin Harrison, Franklin Pierce, ecc.

## Geografia fisica
Cape May si trova nell'estremità meridionale della penisola omonima (oltre che - come detto - dello stato del New Jersey), di fronte alla costa del Delaware e a sud-ovest di Atlantic City. Località limitrofe sono Cape May Point, West Cape May e North Cape May.

## Storia
La zona su cui sorge Cape May fu esplorata per la prima volta nel 1621 da Cornelius Mey per la Compagnia olandese delle Indie Occidentali.
Nel 1876, la città di Cape May andò quasi completamente distrutta a causa di un incendio. Ne seguì una ricostruzione in stile vittoriano senza pari negli Stati Uniti.
Alla fine del XIX secolo, Cape May raggiunse la massima popolarità come stazione balneare esclusiva presso l'alta società.

## Monumenti e luoghi d'interesse

### Architetture civili

#### Cape May Historic District
Tra i principali luoghi d'interesse della città, figura il cosiddetto "Cape May Historic District", dove sono conservati circa 600 edifici storici in stile vittoriano.
|  |

#### Faro di Cape May
Tra gli edifici d'interesse, figura il faro di Cape May, risalente al 1859.

## Società

### Evoluzione demografica
Nel 2015, la popolazione stimata di Cape May era pari a 3 514 abitanti.
La località ha quindi conosciuto un lieve e progressivo calo demografico rispetto agli anni precedenti: contava infatti 3 532 abitanti nel 2014, 3 551 abitanti nel 2013, 3 571 abitanti nel 2012, 3 581 abitanti nel 2011 e 3 604 abitanti nel 2010.

## Cultura

### Musei e zoo

#### Historic Cold Spring Village
Tra i luoghi d'interesse di Cape May, figura lo Historic Cold Spring Village, un museo all'aperto che ospita 26 edifici storici ed illustra la vita nel sud del New Jersey nel XVIII-XIX secolo. 

#### Cape May County Park and Zoo
Altro luogo d'interesse è il Cape May County Park and Zoo, uno zoo che ospita circa 200 animali, tra cui alcune specie rare e protette.